# Gewoon glimlijfje
Het gewoon glimlijfje (Lejogaster metallina) is een vliegensoort uit de familie van de zweefvliegen (Syrphidae). De wetenschappelijke naam van de soort is voor het eerst geldig gepubliceerd in 1781 door Fabricius.